# Цветан Антов
Цветан Антов е бивш баскетболист и треньор по баскетбол, основен състезател на националния отбор на България, „Спартак“ (Плевен), „Лориен“ (Франция) и „Лил“ (Франция) през 1990-те години.
Антов има бронзов медал от европейското първенство с младежкия национален отбор по баскетбол, две шампионски титли и една купа на България със Спартак (Плевен). Като капитан на „Спартак“ Антов има съществена заслуга за най-големите европейски успехи на клуба. С Цветан Антов в редиците си „Спартак“ побеждава най-титулувани клубове на Стария континент – „Реал“ (Мадрид), „Партизан“ (Белград), „Бенфика“ (Лисабон) и др., в турнирите на ФИБА през 1995 и 1996 г.
След прекратяването на състезателната си кариера Антов става старши треньор на плевенския „Спартак“, а по-късно и президент на клуба.
Начело с Антов клубът от Плевен се завърна на европейската сцена след 11-годишно прекъсване. „Спартак“ представи България в турнира за Купата на ФИБА Европа през сезон 2007/2008.